# Święto Latarni

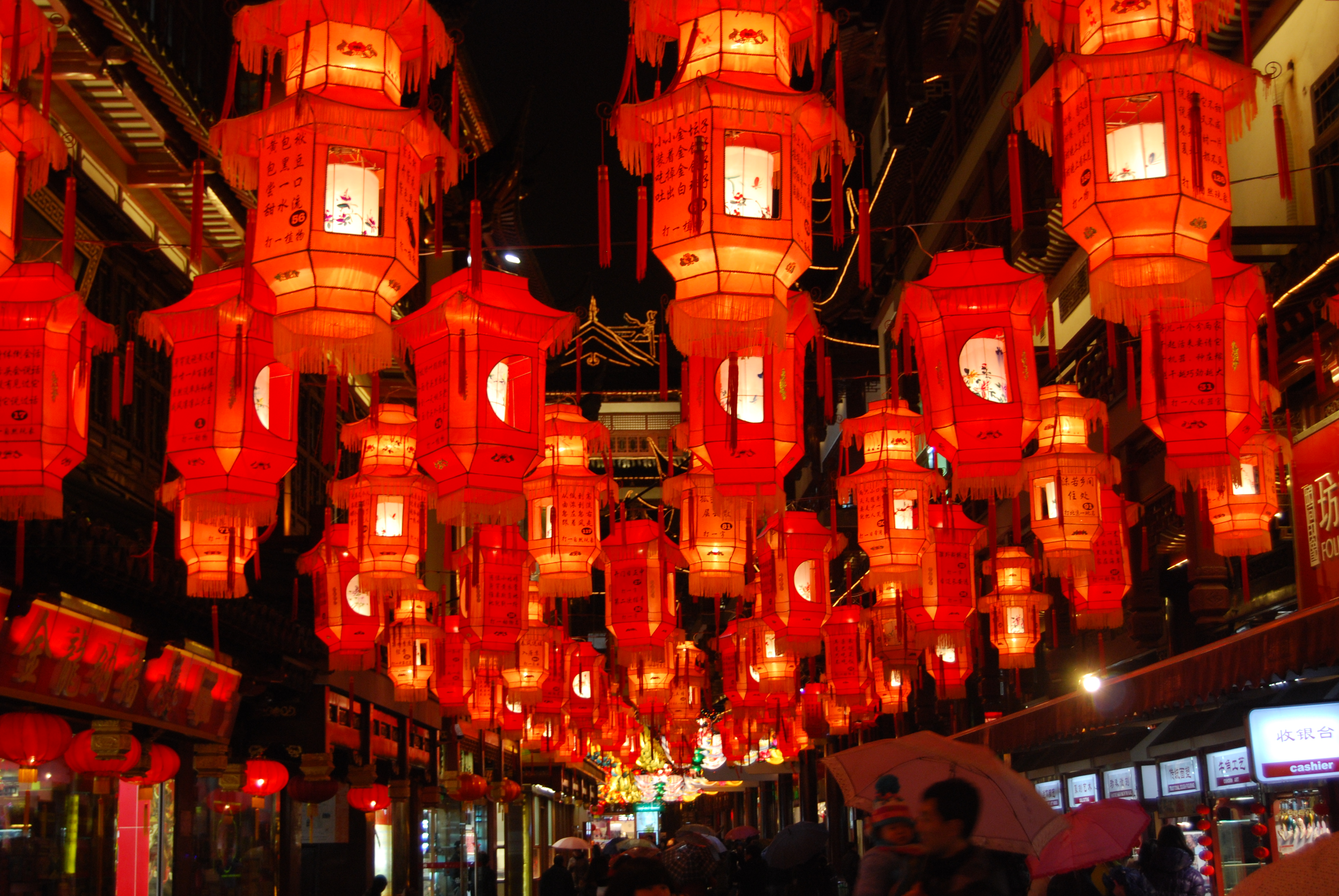

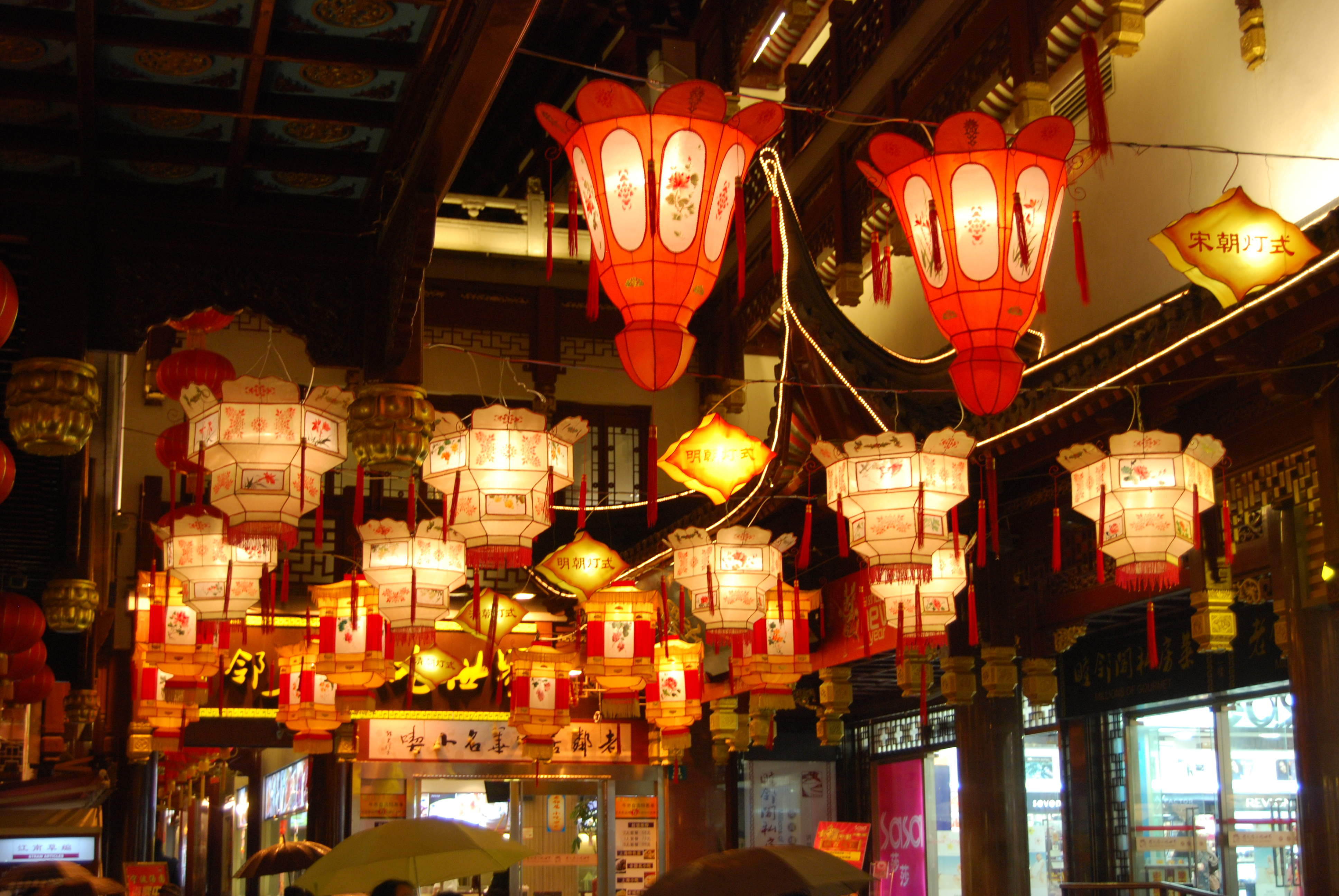

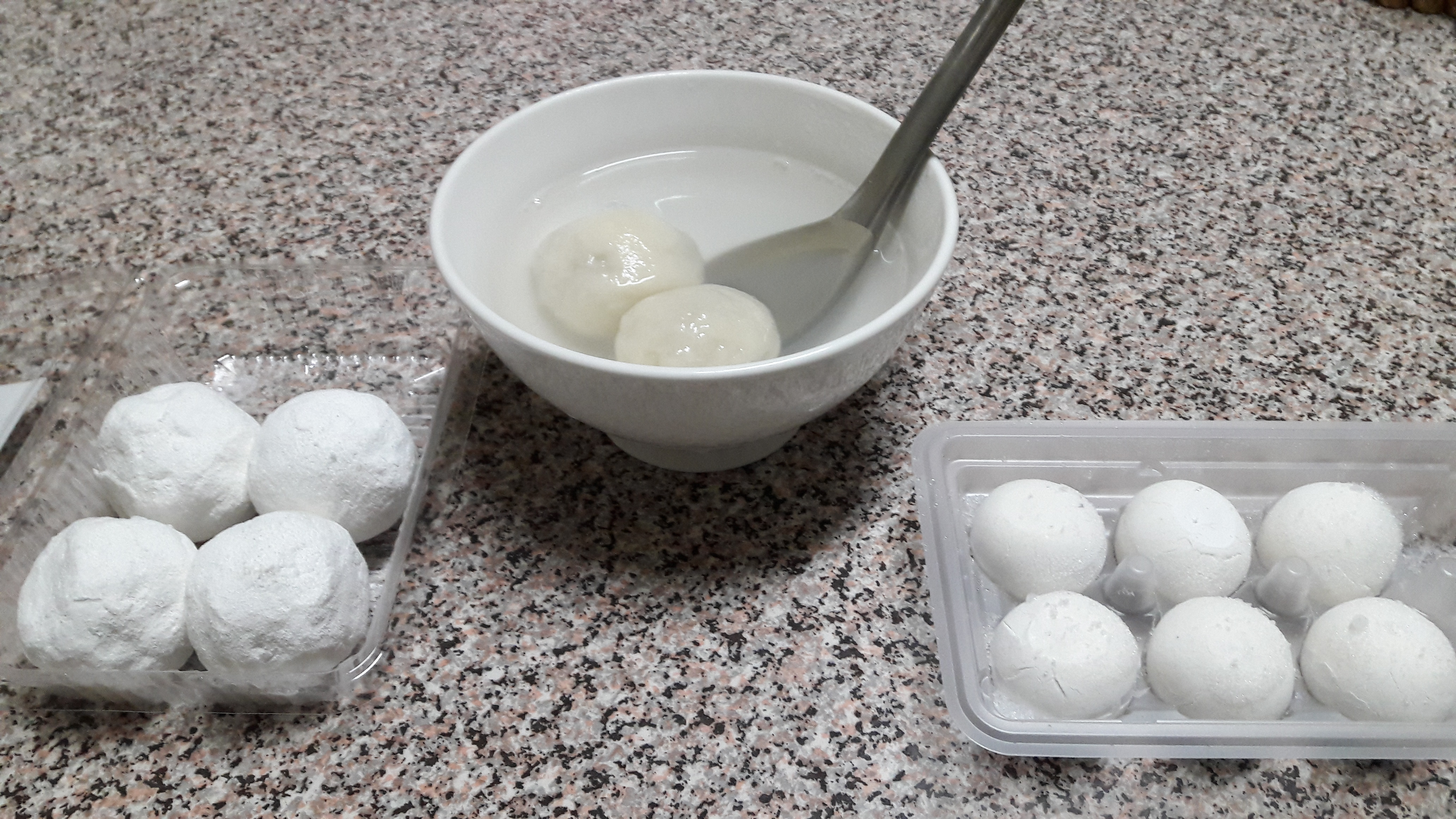
Yuanxiao (po lewej i w środku), tangyuan (po prawej), różnią się składem nadzienia i sposobem przyrządzania

Święto Latarni (chiń. upr. 元宵节; chiń. trad. 元宵節; pinyin Yuánxiāo Jié) – tradycyjne, jedno z najstarszych, chińskie święto przypadające w pierwszą pełnię (symbolizującą jedność i doskonałość) księżycowego Nowego Roku (np. 15 lutego 2022 r.), obchodzone 15 dni po nim, stanowi jednocześnie jego zakończenie. Ogromne, jasno świecące latarnie/lampiony we wszystkich kształtach i rozmiarach są zasadniczym elementem parady, a jako dekoracje pozostają przez około miesiąc.

## Legendy
Istnieje wiele legend dotyczących początków Święta Latarni.
- Jedna z nich wiąże pochodzenie święta z poszukiwaniem zaginionej księżniczki przy pomocy latarni i jej uratowaniem[2].
- Według innej, w dalekiej starożytności, niebiański łabędź przybył do świata śmiertelników, gdzie został zastrzelony przez myśliwego. Nefrytowy Cesarz, najwyższy bóg w Niebie, poprzysiągł pomścić łabędzia i zaplanował wysłanie niebiańskiego wojska na Ziemię piętnastego dnia pierwszego miesiąca księżycowego z rozkazem spalenia wszystkich ludzi i zwierząt. Inne niebiańskie istoty nie zgodziły się z tym i zaryzykowały swoje życie, aby ostrzec ludzi na Ziemi. W rezultacie przed i po piętnastym dniu pierwszego miesiąca każda rodzina rozwieszała przed drzwiami czerwone latarnie, odpalała petardy i fajerwerki, sprawiając wrażenie, że ich domy już się paliły. Dzięki temu podstępowi oszukano Nefrytowego Cesarza i ludzkość została uratowana przed zagładą[3].
- Kolejna legenda mówi, że w czasach cesarza Han Wudi z dynastii Han (206 p.n.e. – 220 n.e.), dwórce o imieniu Yuanxiao uniemożliwiono wypełnienie jej obowiązku odwiedzenia swoich rodziców piętnastego dnia pierwszego miesiąca księżycowego. Zrozpaczona powiedziała, że zabije się, skacząc do studni. Aby jej pomóc, uczony Dongfang Shuo wymyślił plan. Powiedział cesarzowi, że Nefrytowy Cesarz, najwyższy bóg w Niebie, nakazał Bogu Ognia spalić stolicę Chang’an (ob. Xi’an) szesnastego dnia pierwszego miesiąca księżycowego. Na pytanie cesarza, co zatem powinien zrobić, aby uratować swoje miasto, Dongfang Shuo odpowiedział, że Bóg Ognia kocha czerwone latarnie bardziej niż cokolwiek innego. Poradził, aby ulice obwieszono czerwonymi latarniami, a cesarz, cesarzowa, konkubiny i urzędnicy dworscy wyszli z pałacu, aby je oglądać. Cesarz Han Wudi zastosował się do rady mędrca i kiedy wszyscy wyszli na zewnątrz, Yuanxiao wymknęła się z pałacu i udała do rodziców[3].

Powyższe legendy wskazują, że początki obchodów Święta Latarni są związane z używaniem ognia przez starożytnych do świętowania i zapobiegania katastrofom. Ponieważ obejmuje ono także składanie ofiar bóstwom i jest obchodzone w nocy, naturalne jest, że ogień odgrywał ważną rolę.
Z biegiem czasu Święto Latarni stopniowo ewoluowało do obecnej formy. Kiedy buddyzm został wprowadzony do Chin podczas panowania Wschodniej Dynastii Han, cesarz zarządził, że w noc pełni księżyca pierwszego miesiąca księżycowego, latarnie powinny być zapalane na cześć Buddy, dodając do święta jeszcze jedno znaczenie.

## Yuanxiao
W czasie tego święta Chińczycy tradycyjnie jedzą yuánxiāo (tāngyuán). Są to małe kulki wykonane z kleistej mąki ryżowej z nadzieniem lub bez. Nadzieniem może być m.in. pasta z fasoli, wszelkiego rodzaju suszone owoce. Może być słodkie, słone, wegetariańskie, mięsne lub rybne. Można je gotować, smażyć lub sporządzać na parze. Ich spożywanie jest symbolem jedności, harmonii, szczęścia dla rodziny, a także symbolem księżyca. 

## Galeria

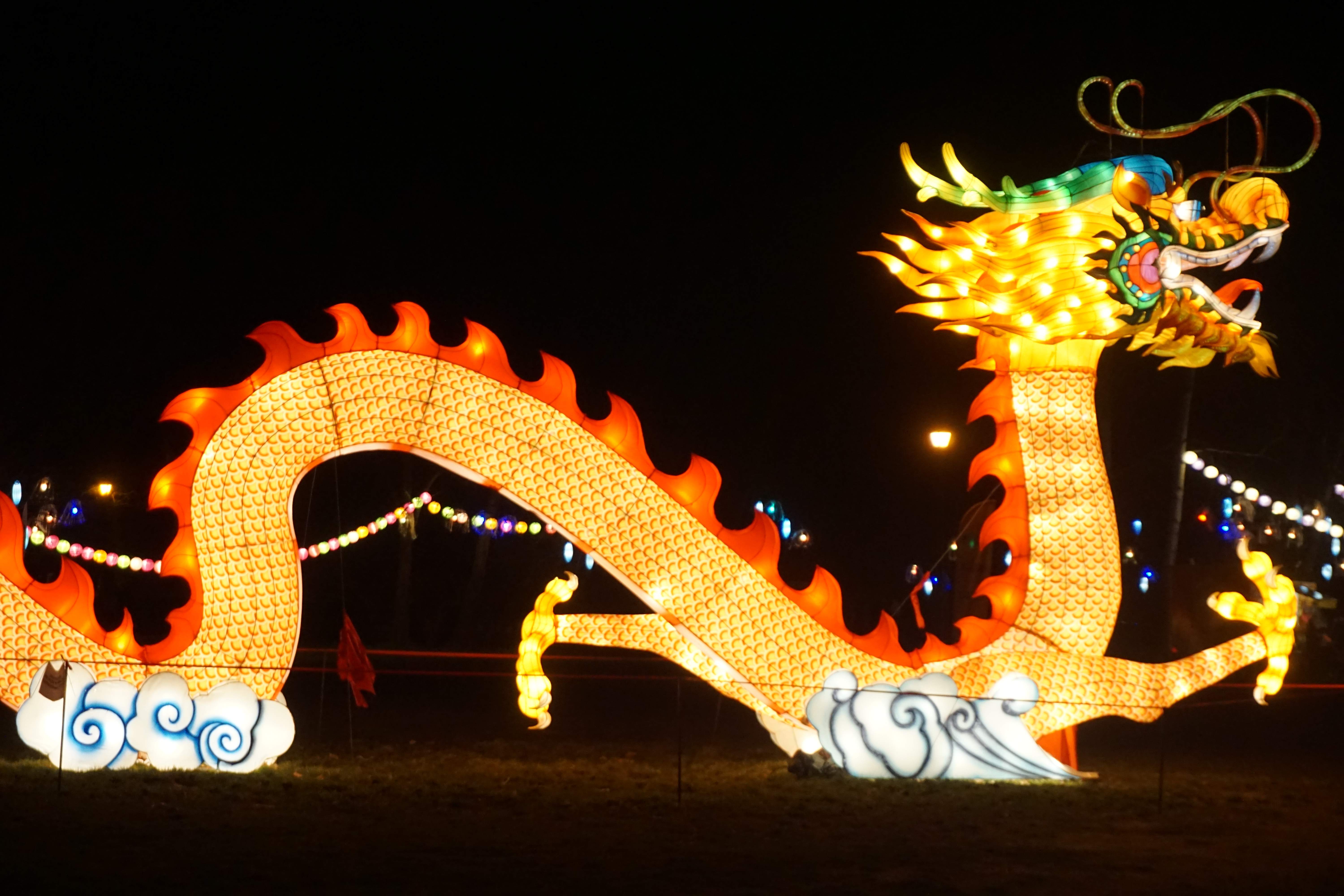
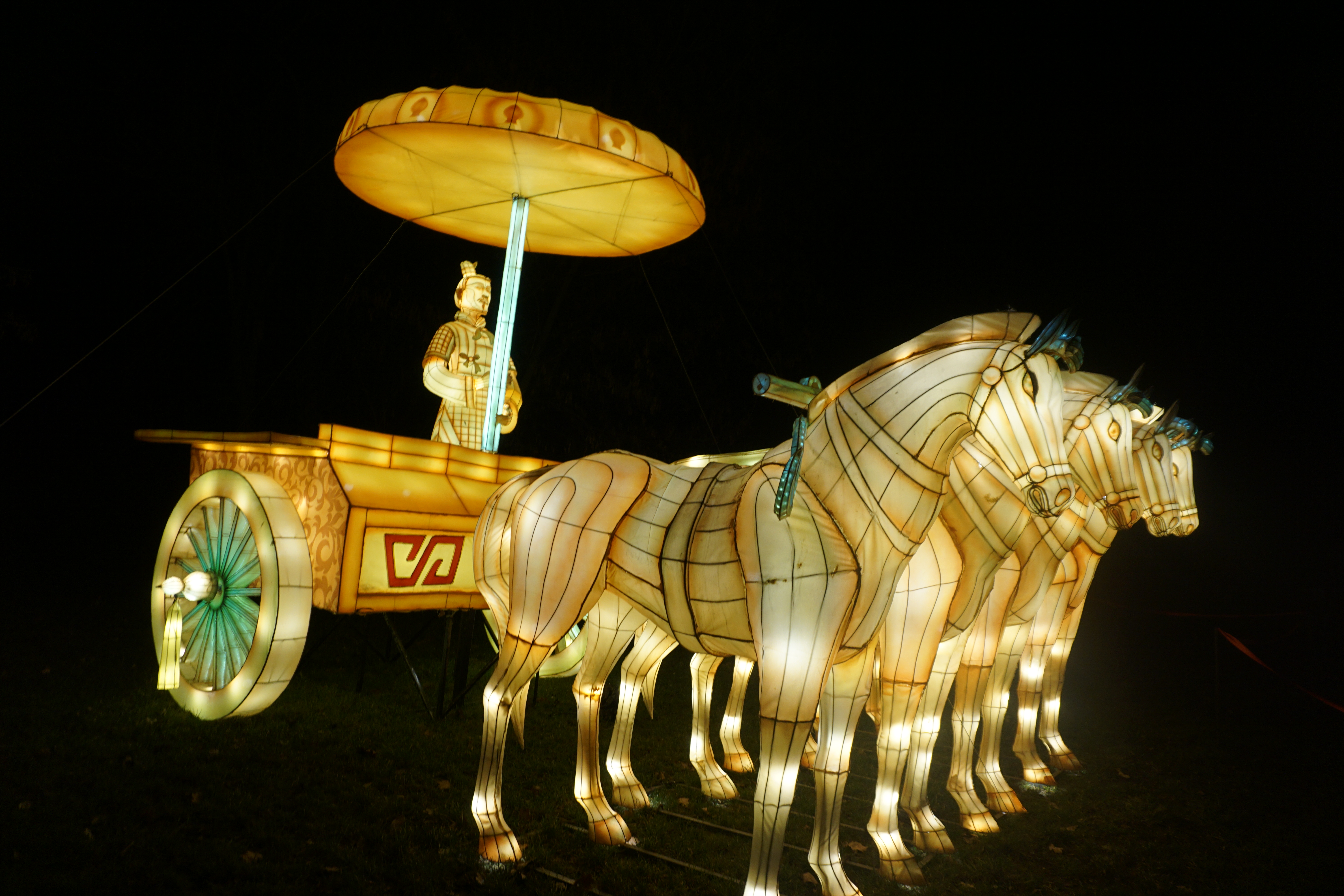
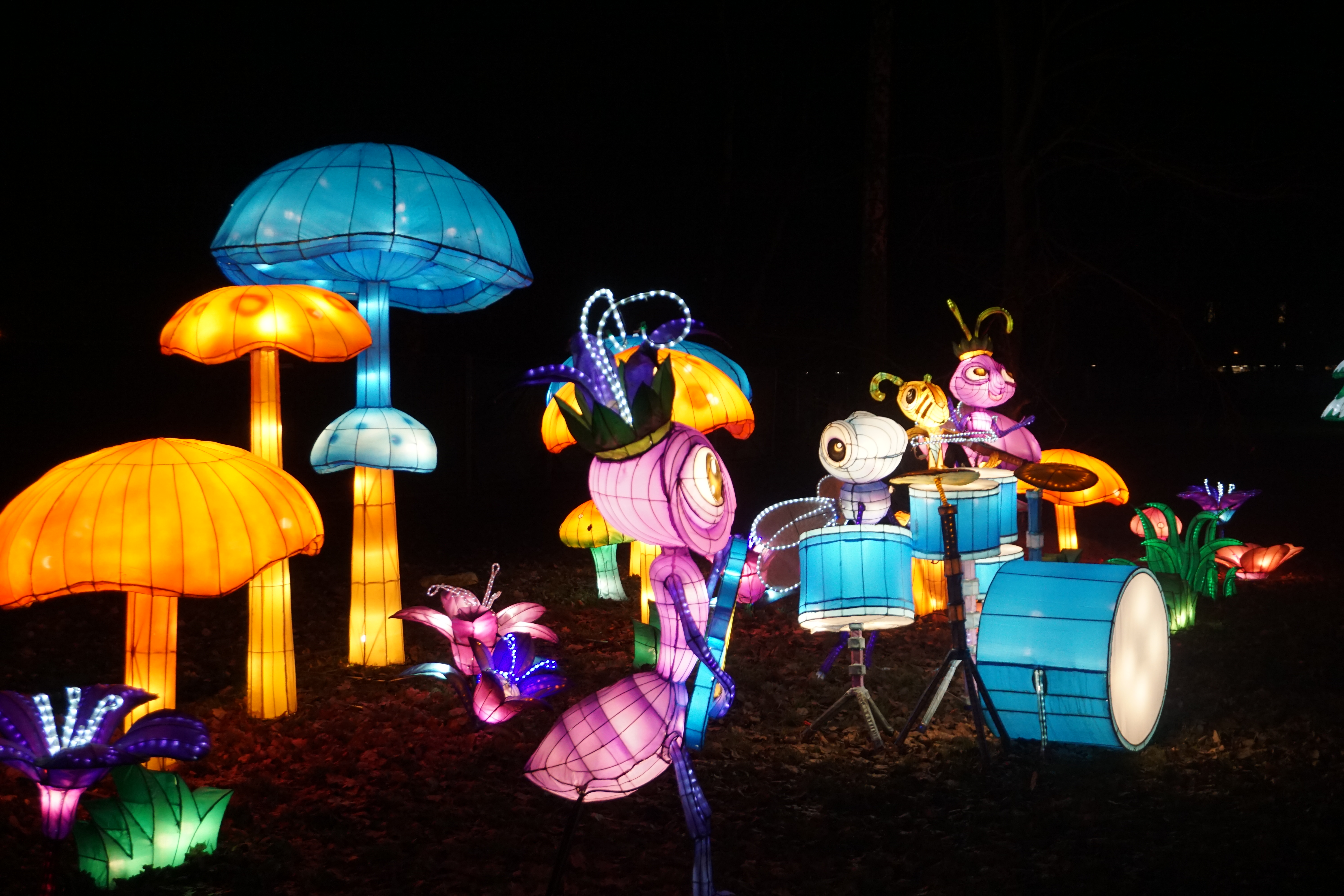